# 两江 (清朝)
两江，一般指中國清朝初年的江南省、江西省，即是现江苏、安徽、江西三行省與上海市。
清朝的地方行政制度为督抚制。全国划分为23个省，省最高长官为巡抚，負責主管一個省的民政。总督权力比巡抚大，但没有直接的上下隶属关系，兩者皆是皇帝直轄的地方大員。全国设八大总督，直隶、两江、闽浙、湖广、陕甘、四川、两广、云贵总督。